# 호덴촌 (지바현)
호덴촌(法典村)은 지바현 히가시카쓰시카군에 일찍이 존재했던 촌이다. 현재의 후나바시시 북서부에 해당한다.

## 개요
호넨촌은 1889년에 후지와라신다, 가미야마신다, 마루야마신다의 3개 마을이 합병하여 성립하였다. 또한, 촌이 설립 당시 당초 후지와라 등 3개 마을은 마에가이즈카 등 3개 촌(쓰카다촌)을 더해 큰 마을을 조직할 계획이었으나, 여러 가지 문제로 실현되지 못하고 성립 사정이 같은 후지와라, 가미야마, 마루야마만으로 호덴촌을 조직하였다고 한다. 호넨무라는, 1937년에 후나바시시의 탄생과 함께 자치단체로 소멸하였다.

## 교통

### 도로
- 기오로시 가도

## 참고문헌
- 「ふるさとの地名」船橋市の地名を探る（船橋市史談会）